# Чемпионат Африки по дзюдо 2010
Чемпионат Африки по дзюдо 2010 года прошёл 15 — 18 апреля в Яунде (Камерун).

## Медалисты

### Мужчины
| Весовая категория       | Золото                    | Серебро                      | Бронза                                                                       |
| ----------------------- | ------------------------- | ---------------------------- | ---------------------------------------------------------------------------- |
| Суперлёгкая (до 60 кг)  | Яссин Мудатир · Марокко   | Мохамед Мониер · Египет      | Кайл Локока Мбойо · Демократическая Республика Конго Эниаф Соломон · Нигерия |
| Полулёгкая (до 66 кг)   | Юсеф Нуари · Алжир        | Амин Эль-Хади · Египет       | Рашид Эль-Кадири · Марокко Рагхед Карчуд · Тунис                             |
| Лёгкая (до 73 кг)       | Анасс Фарих · Марокко     | Сейфеддин Бен Хассен · Тунис | Гидеон ван Зил · ЮАР Хуссейн Хафиз · Египет                                  |
| Полусредняя (до 81 кг)  | Сафуан Аттаф · Марокко    | Хатем Абд Эль-Ахер · Египет  | Анджело Антонио · Ангола Мед Фадхел Гацуани · Тунис                          |
| Средняя (до 90 кг)      | Амар Бенихлеф · Алжир     | Дидон Долассем · Камерун     | Кинапея Ромео Коун · Кот-д’Ивуар Патрик Трезис · ЮАР                         |
| Полутяжёлая (до 100 кг) | Рамадан Дарвиш · Египет   | Франк Эван Муссима · Камерун | Хассен Азун · Алжир Мохамед Бенсалех · Ливия                                 |
| Тяжёлая (свыше 100 кг)  | Ислам Эль-Шехаби · Египет | Анис Чедли · Тунис           | Ахмед Кебайли · Алжир Эль-Мехди Малки · Марокко                              |
| Абсолютная              | Анис Чедли · Тунис        | Ислам Эль-Шехаби · Египет    | Лиес Буякуб · Алжир Диудонн Долассем · Камерун                               |

### Женщины
| Весовая категория      | Золото                  | Серебро                      | Бронза                                                     |
| ---------------------- | ----------------------- | ---------------------------- | ---------------------------------------------------------- |
| Суперлёгкая (до 48 кг) | Амани Халфауи · Тунис   | Сандрин Иленду · Габон       | Франка Ауду · Нигерия Сабрина Саиди · Алжир                |
| Полулёгкая (до 52 кг)  | Ханан Керруми · Марокко | Нгандеу Вейинджам · Камерун  | Зулейха Абзетта Даббоне · Кот-д’Ивуар Мерием Мусса · Алжир |
| Лёгкая (до 57 кг)      | Несрия Джласси · Тунис  | Фатима Захра Чакир · Марокко | Амал Фавзи · Египет Ортанс Дидхиу · Сенегал                |
| Полусредняя (до 63 кг) | Кахина Саиди · Алжир    | Асма Бжауи · Тунис           | Айда Али Уала · Марокко Северни Неби · Буркина-Фасо        |
| Средняя (до 70 кг)     | Худа Милед · Тунис      | Кахина Хадид · Алжир         | Фелисите Мбала · Камерун Антония Морейра · Ангола          |
| Полутяжёлая (до 78 кг) | Каутар Уалла · Алжир    | Хана Мергени · Тунис         | Аджейн Одри Кумба · Габон Жоржетта Сагна · Сенегал         |
| Тяжёлая (свыше 78 кг)  | Нихел Шейх Руху · Тунис | Рания Эль-Килали · Марокко   | Сония Асселах · Алжир Моника Сагна · Сенегал               |
| Абсолютная             | Нихел Шейх Руху · Тунис | Рания Эль-Килали · Марокко   | Сония Асселах · Алжир Адиджат Аюба · Нигерия               |